# Derbyshire
Derbyshire is een graafschap in de Engelse regio East Midlands en telt 791.966 inwoners. De oppervlakte bedraagt 2547 km².
Het graafschap grenst aan Greater Manchester, West Yorkshire, South Yorkshire, Nottinghamshire, Leicestershire, Staffordshire en Cheshire.
De hoofdplaats is Matlock.

## Geschiedenis
Het gebied van het huidige Derbyshire werd zowat 200.000 jaar geleden, tijdens het Aveley interglaciaal, voor het eerst bezocht door mensen, zij het waarschijnlijk kort. Dat blijkt uit een midden-paleolithische Acheuléense vuistbijl die gevonden werd nabij Hopton.

Tijdens de jong-paleolithische en neolithische perioden van de steentijd is er verder sprake van bewoning, toen mesolithische jager-verzamelaars rondtrokken in de heuvelachtige toendra.

Sporen van deze nomadische stammen zijn vooral te vinden in kalkstenen grotten gelegen op de grens met Nottinghamshire. Overblijfselen, die in de grotten gevonden zijn, dateren de bewoning ervan op ongeveer 12.000 tot 7000 v.Chr.

Het henge monument op Arbor Low

Grafheuvels van neolithische kolonisten zijn doorheen het graafschap te vinden. Deze grafkamers werden ontworpen voor collectieve begraving en zijn meestal gevestigd in centraal Derbyshire. Er zijn graven in Minning Low en Five Wells, die dateren van tussen 2000 en 2500 v.Chr. Ongeveer vijf kilometer ten westen van Youlgreave ligt het neolithische henge monument van Arbor Low, dat dateert uit 2500 v.Chr.
Het is pas van in de bronstijd dat echte tekenen van landbouw en nederzetting worden gevonden in het graafschap. In de heidevelden van het Peak District werden na archeologisch onderzoek tekenen van kaalslag, akkers en ronde grondvesten van hutten ontdekt. Niettemin is dit gebied en een andere nederzetting in Swarkestone de enige die zijn gevonden.
Tijdens de Romeinse invasie van Brittannië in 43 waren de indringers vooral geïnteresseerd in Derbyshire vanwege het looderts in de kalkstenen heuvels van het gebied. Ze vestigden zich doorheen het graafschap en bouwden forten nabij Brough, in de Hope Valley en in de buurt van Glossop. Later vestigden ze zich rond Buxton, beroemd om zijn warmwaterbronnen en richtten ze een fort op nabij het hedendaagse Derby in een gebied dat nu bekendstaat als Little Chester.
Verschillende koningen van Mercia zijn begraven in de streek van Repton.
Na de Normandische verovering, werd het grootste deel van het graafschap onderworpen aan de Forest Law. In het noordwesten was het Forest of High Peak onder het voogdijschap van William Peverel en zijn nakomelingen. De rest van het graafschap werd aan Henry de Ferrers geschonken, een deel ervan werd Duffield Frith. Na verloop van tijd werd het hele gebied aan de Duchy of Lancaster (hertogdom van Lancaster) toegekend. Vanaf het bewind van Hendrik II tot dat van Eduard I, strekte het Forrest Of East Derbyshire zich uit over heel het graafschap ten oosten van de rivier Derwent.

## Demografie
Van de bevolking is 16,7% ouder dan 65 jaar. De werkloosheid bedraagt 3,2% van de beroepsbevolking (cijfers volkstelling 2001).
Het aantal inwoners steeg van ongeveer 713.500 in 1991 naar 734.585 in 2001.

## Overzicht districten
| Lokaal bestuurde gebieden en plaatsen | Lokaal bestuurde gebieden en plaatsen |
| Nr.                                   | District/Unitary                      |
| ------------------------------------- | ------------------------------------- |
| 1                                     | High Peak                             |
| 2                                     | Derbyshire Dales                      |
| 3                                     | South Derbyshire                      |
| 4                                     | Erewash                               |
| 5                                     | Amber Valley                          |
| 6                                     | North East Derbyshire                 |
| 7                                     | Chesterfield                          |
| 8                                     | Bolsover                              |
| 9                                     | Derby (unitary authority)             |

| Detailkaart |
| ----------- |
|             |

## Afkomstig uit Derbyshire
- Lord Melbourne (1779-1848), politicus
- Thomas Cook (1808-1892), reisorganisator
- Vivienne Westwood (1941-2022), modeontwerper
- John Wetton (1949-2017), basgitarist, gitarist, zanger

Unitary authority: Derby

Districten: Amber Valley · Bolsover · Chesterfield · Derbyshire Dales · Erewash · High Peak · North East Derbyshire · South Derbyshire

Lijst van plaatsen in het graafschap Derbyshire
Civil parishes in het ceremoniële graafschap Derbyshire:

Abney and Abney Grange
· Aldercar and Langley Mill
· Alderwasley
· Aldwark
· Alfreton
· Alkmonton
· Ash
· Ashbourne
· Ashford in the Water
· Ashleyhay
· Ashover
· Aston-on-Trent
· Aston
· Atlow
· Ault Hucknall
· Bakewell
· Ballidon
· Bamford
· Barlborough
· Barlow
· Barrow upon Trent
· Barton Blount
· Baslow and Bubnell
· Bearwardcote
· Beeley
· Belper
· Biggin by Hulland
· Birchover
· Blackwell
· Blackwell in the Peak
· Bonsall
· Boylestone
· Brackenfield
· Bradbourne
· Bradley
· Bradwell
· Brailsford
· Brampton
· Brassington
· Breadsall
· Breaston
· Bretby
· Brimington
· Brough and Shatton
· Brushfield
· Burnaston
· Calke
· Callow
· Calow
· Calver
· Carsington
· Castle Gresley
· Castleton
· Catton
· Cauldwell
· Chapel-en-le-Frith
· Charlesworth
· Chatsworth
· Chelmorton
· Chinley, Buxworth and Brownside
· Chisworth
· Church Broughton
· Clay Cross
· Clifton and Compton
· Clowne
· Codnor
· Coton in the Elms
· Crich
· Cromford
· Cubley
· Curbar
· Dalbury Lees
· Dale Abbey
· Darley Dale
· Denby
· Derwent
· Dethick, Lea and Holloway
· Doveridge
· Drakelow
· Draycott and Church Wilne
· Dronfield
· Duffield
· Eaton and Alsop
· Eckington
· Edale
· Edensor
· Edlaston and Wyaston
· Egginton
· Elmton with Creswell
· Elton
· Elvaston
· Etwall
· Eyam
· Fenny Bentley
· Findern
· Flagg
· Foolow
· Foremark
· Foston and Scropton
· Froggatt
· Glapwell
· Grassmoor, Hasland and Winswick
· Gratton
· Great Hucklow
· Great Longstone
· Green Fairfield
· Grindleford
· Grindlow
· Harthill
· Hartington Middle Quarter
· Hartington Nether Quarter
· Hartington Town Quarter
· Hartington Upper Quarter
· Hartshorne
· Hassop
· Hathersage
· Hatton
· Hayfield
· Hazelwood
· Hazlebadge
· Heanor and Loscoe
· Heath and Holmewood
· Highlow
· Hilton
· Hognaston
· Holbrook
· Hollington
· Holmesfield
· Holymoorside and Walton
· Hoon
· Hope
· Hope Woodlands
· Hopton
· Hopwell
· Horsley
· Horsley Woodhouse
· Hulland
· Hulland Ward
· Hungry Bentley
· Ible
· Idridgehay and Alton
· Ingleby
· Ironville
· Ivonbrook Grange
· Kedleston
· Kilburn
· Killamarsh
· King Sterndale
· Kirk Ireton
· Kirk Langley
· Kniveton
· Lea Hall
· Linton
· Little Eaton
· Little Hucklow
· Little Longstone
· Litton
· Longford
· Lullington
· Mackworth
· Mapleton
· Mapperley
· Marston Montgomery
· Marston on Dove
· Matlock Bath
· Matlock Town
· Melbourne
· Mercaston
· Middleton
· Middleton and Smerrill
· Monyash
· Morley
· Morton
· Nether Haddon
· Netherseal
· New Mills
· Newton Grange
· Newton Solney
· Norbury and Roston
· North Wingfield
· Northwood and Tinkersley
· Ockbrook and Borrowash
· Offcote and Underwood
· Offerton
· Old Bolsover
· Osleston and Thurvaston
· Osmaston
· Outseats
· Over Haddon
· Overseal
· Parwich
· Peak Forest
· Pentrich
· Pilsley 
· Pilsley
· Pinxton
· Pleasley
· Quarndon
· Radbourne
· Ravensdale Park
· Repton
· Ripley
· Risley
· Rodsley
· Rosliston
· Rowland
· Rowsley
· Sandiacre
· Sawley
· Scarcliffe
· Shardlow and Great Wilne
· Sheldon
· Shipley
· Shirebrook
· Shirland and Higham
· Shirley
· Shottle and Postern
· Smalley
· Smisby
· Snelston
· Somercotes
· Somersal Herbert
· South Darley
· South Normanton
· South Wingfield
· Stanley and Stanley Common
· Stanton
· Stanton by Bridge
· Stanton By Dale
· Staveley
· Stenson Fields
· Stoney Middleton
· Stretton
· Sudbury
· Sutton-cum-Duckmanton
· Sutton on the Hill
· Swanwick
· Swarkestone
· Taddington
· Tansley
· Temple Normanton
· Thornhill
· Thorpe
· Tibshelf
· Ticknall
· Tideswell
· Tintwistle
· Tissington
· Trusley
· Tupton
· Turnditch
· Twyford and Stenson
· Unstone
· Walton-upon-Trent
· Wardlow
· Wessington
· West Hallam
· Weston-on-Trent
· Weston Underwood
· Whaley Bridge
· Wheston
· Whitwell
· Willington
· Windley
· Wingerworth
· Winster
· Wirksworth
· Woodville
· Wormhill
· Yeaveley
· Yeldersley
· Youlgreave
Bedfordshire · Berkshire · City of Bristol · Buckinghamshire · Cambridgeshire · Cheshire · Cornwall · Cumbria · Derbyshire · Devon · Dorset · Durham · East Riding of Yorkshire · East Sussex · Essex · Gloucestershire · Greater London · Greater Manchester · Hampshire · Herefordshire · Hertfordshire · Isle of Wight · Kent · Lancashire · Leicestershire · Lincolnshire · City of London · Merseyside · Norfolk · Northamptonshire · Northumberland · North Yorkshire · Nottinghamshire · Oxfordshire · Rutland · Shropshire · Somerset · South Yorkshire · Staffordshire · Suffolk · Surrey · Tyne and Wear · Warwickshire · West Midlands · West Sussex · West Yorkshire · Wiltshire · Worcestershire
Overig: Stedelijke en niet-stedelijke graafschappen · Traditionele graafschappen
Bath and North East Somerset* · Bedfordshire · Berkshire · Blackburn & Darwen* · Blackpool* · Bournemouth* · Brighton & Hove* · Bristol* · Buckinghamshire · Cambridgeshire · Cheshire · Cornwall · Cumbria · Darlington* · Derby* · Derbyshire · Devon · Dorset · Durham · East Riding of Yorkshire* · East Sussex · Essex · Gloucestershire · Greater London · Greater Manchester · Halton* · Hampshire · Hartlepool* · Herefordshire* · Hertfordshire · Hull* · Isle of Wight* · Kent · Lancashire · Leicester* · Leicestershire · Lincolnshire · Luton* · Medway* · Merseyside · Middlesbrough* · Milton Keynes* · Norfolk · Northamptonshire · Northumberland · North East Lincolnshire* · North Lincolnshire * · North Somerset* · North Yorkshire · Nottingham* · Nottinghamshire · Oxfordshire · Peterborough* · Plymouth* · Poole* · Portsmouth* · Redcar & Cleveland* · Rutland* · Shropshire · Somerset · Southend-on-Sea* · Southampton* · South Gloucestershire* · South Yorkshire · Staffordshire · Stockton-on-Tees* · Stoke-on-Trent* · Suffolk · Surrey · Swindon* · Telford & Wrekin* · Thurrock* · Torbay* · Tyne & Wear · Warrington* · Warwickshire · West Midlands · West Sussex · West Yorkshire · Wiltshire · Worcestershire · York* 
Overig: Ceremoniële graafschappen · Traditionele graafschappen
Bedfordshire · Berkshire · Buckinghamshire · Cambridgeshire · Cheshire · Cornwall · Cumberland · Derbyshire · Devon · Dorset · Durham · Essex · Gloucestershire · Hampshire · Herefordshire · Hertfordshire · Huntingdonshire · Kent · Lancashire · Lincolnshire · Leicestershire · Middlesex · Norfolk · Northamptonshire · Northumberland · Nottinghamshire · Oxfordshire · Rutland · Shropshire · Somerset · Staffordshire · Suffolk · Surrey · Sussex · Warwickshire · Westmorland · Wiltshire · Worcestershire · Yorkshire
Overig: Stedelijke en niet-stedelijke graafschappen · Traditionele graafschappen